# 대한민국 형사소송법 제180조
대한민국 형사소송법 제180조는 통역에 대한 형사소송법의 조문이다.

## 조문
제180조(통역) 국어에 통하지 아니하는 자의 진술에는 통역인으로 하여금 통역하게 하여야 한다.

第180條(通譯) 國語에 通하지 아니하는 者의 陳述에는 通譯人으로 하여금 通譯하게 하여야 한다.

## 참고 문헌
- 손동권 신이철, 새로운 형사소송법(초판, 2013), 세창, 2013. ISBN 9788984114081